# 达斯汀·佩德罗亚
達斯汀·路易斯·佩德羅亞（英語：Dustin Luis Pedroia，1983年8月17日—）出生於美國加利福尼亞州伍德蘭，前美國職棒大聯盟波士頓紅襪的球員，曾是亞利桑那州立大學棒球隊的成員。MLB官方資料為身高5呎9吋（175公分），體重175磅（79公斤），但一般認為他的實際身材應不及官方公佈的水準；在2016年《美聯社》的採訪裡他指出自己的身高為5呎7吋（170公分）。

## 學生時代
- 高中

佩德羅亞就讀於伍德蘭德高中，畢業時已是榮譽滿身。高三時打擊率.445，並且獲得了他所在聯盟的最有價值球員。佩德羅亞曾經也是學校美式足球新人隊的四分衛，但在一場比賽中被現在效力於芝加哥熊的線衛蘭斯·布里格斯（Lance Briggs）撞傷了踝關節。
- 大學

高中畢業後，佩德羅亞進入了亞利桑那州立大學，當時和現效力於聖地牙哥教士的伊恩·金斯勒是隊友，兩人互相競爭隊上游擊手的位置；最終由佩德羅亞勝出，而伊恩·金斯勒被移防二壘，金斯勒後來轉學去了密蘇里大學。在亞利桑那州大三年的時間里，佩德羅亞的打擊率從來沒有低於3成47，平均打擊率為3成84，在全部185場比賽中都先發出場。為了幫助學校招收到更好的投手，他放棄了最後兩年的運動員獎學金。

## 職業生涯

### 小聯盟
佩德羅亞在2004年大聯盟選秀中第65順位第二輪被波士頓紅襪挑中，他是第八位被挑中的游擊手，獲得了57萬5千美圓的簽約金。在兩年的小聯盟比賽中（2004年至2006年），他的打擊率為3成08，守備位置為二壘和游擊。

### 大聯盟

#### 2006年
佩德羅亞在2006年8月22日大聯盟初登板，對手是洛杉磯天使，在這場比賽中，他打出了他在大聯盟的第一支安打。在2006年9月9日，佩德羅亞從堪薩斯皇家的盧克·哈德森（Luke Hudson）手中敲出了他在大聯盟的首轟。2006賽季佩德羅亞穿的是64號球衣；2007賽季開始換成了他現在穿的15號。

#### 2007年
2007年起，佩德羅亞成為了紅襪隊的主力二壘手。這個賽季他在守備方面表現十分優秀，整季只有6次失誤，守備率為9成90。雖然在賽季剛開始時打擊並不理想，4月份打擊率只有1成72。但他的狀況提升得非常快，到6月18日就把打擊率提高到3成22，其中有過一段13場連續安打，並且在6月15日對舊金山巨人的比賽中打出5支安打。因為這段時間的優異表現，他獲得了5月28日到6月3日的美國聯盟周最佳球員以及5月份的美聯最佳新秀。他整季最閃亮的表現是9月1日對巴爾的摩金鶯第七局時的精彩撲救，幫助菜鳥隊友克雷·布克霍爾茲完成了無安打比賽。並選入了2007年新秀全明星隊。。
佩德羅亞帶著常規賽139場打擊率3成17，全壘打8支，打點50分的成績進入美國聯盟分區系列賽。但在分區系列賽中，佩德羅亞的狀況並不理想，在對洛杉磯天使的3場比賽僅僅打出了兩支安打。但紅襪還是以3：0橫掃對手進軍美聯冠軍賽。
在美聯冠軍賽中，佩德羅亞恢復了狀態，打擊率達到3成45。特別是在第七場比賽中，第七局一支飛越綠色怪物的兩分全壘打，總共5分打點，幫助紅襪闖入世界大賽。
紅襪世界大賽的對手是科羅拉多落磯。佩德羅亞是紅襪先發打線中兩位新秀之一（另一位是中外野手雅戈比·艾爾斯布里），這兩位新秀是紅襪的一二棒。佩德羅亞在世界大賽中的首打席，面對落磯的王牌投手傑夫·弗朗西斯（Jeff Francis）投出的第二球就將球掃出了綠色怪物。最終紅襪4：0橫掃落磯隊，獲得了世界冠軍。佩德羅亞在這個系列賽中打擊率2成78，本壘打1支並帶有5分打點。
2007年11月12日，佩德羅亞獲得了美聯最佳新秀的頭銜。

##### 手腕受傷
2007年11月10日，波士頓當地的一家報紙報導指佩德羅亞在賽季的最後兩個月是帶著鉤骨骨裂的傷病出賽的。佩德羅亞透露他於9月10日接受了核磁共振檢查，但是並沒有當場告知他結果。他在11月6日進行了手部的手術，但是似乎沒有紅襪球團之外的人員知道他受傷的情況。

#### 2008年

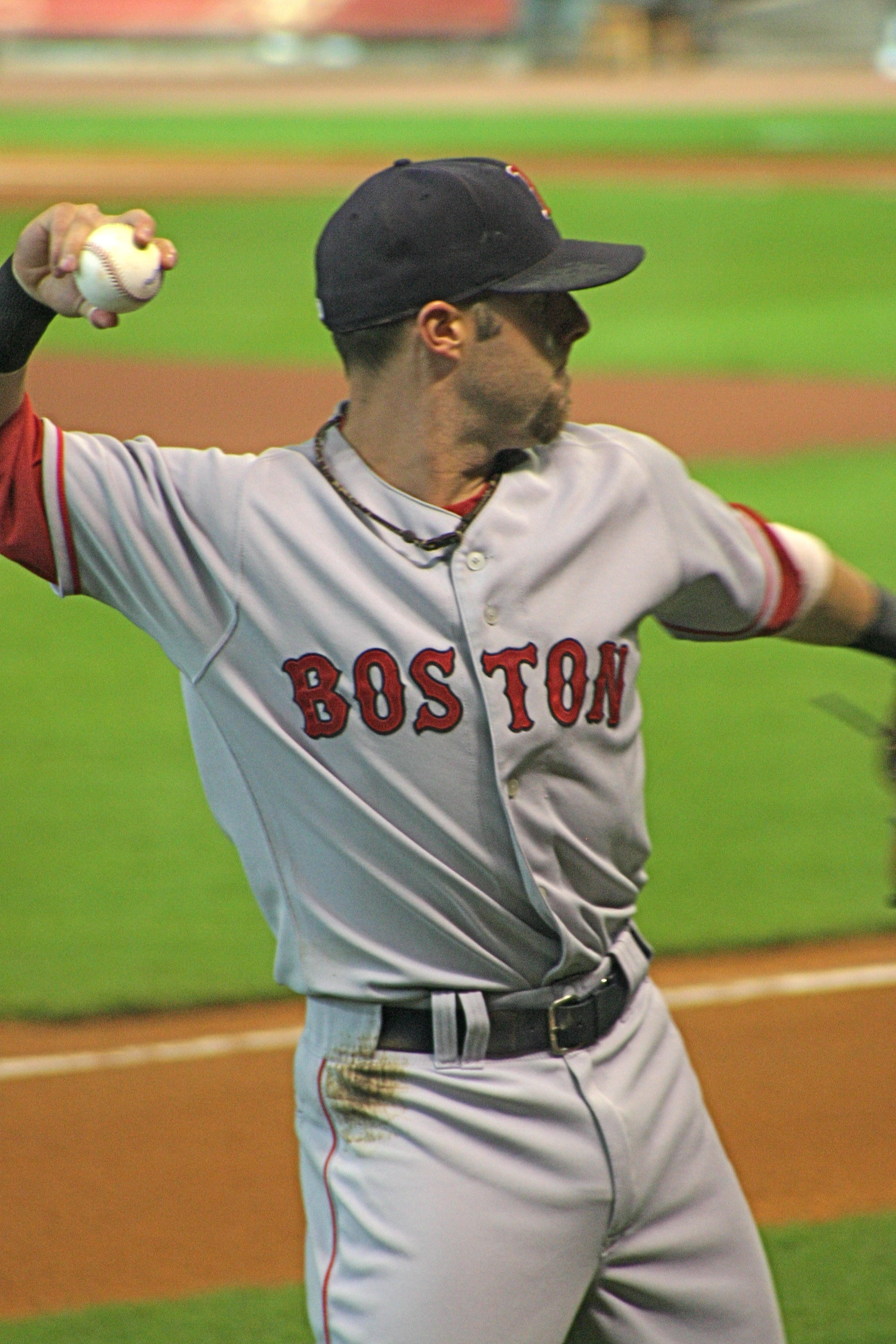

2008賽季期間，紅襪的主教練特裡·弗蘭克納意識到佩德羅亞和麥克·洛威爾、阿萊克斯·柯拉一樣，在緊急狀況下都可以充當捕手。
佩德羅亞以3成26的打擊率，17支全壘打，83分打點，20次盜壘的成績結束了2008賽季。他的安打數（213）和二壘安打數（54）都是大聯盟最多的，得分（118）則是美聯最多的，上一位這三項數據同一年都在聯盟中領先的是1983年的卡爾·小瑞普肯。佩德羅亞的打擊率（3成26）在美聯排名第二，僅次於明尼蘇達雙城的捕手喬·莫爾（3成28），壘打數（322）排名美聯第四，長打數（73）排名美聯第七。而21次盜壘嘗試20次的成功，使他在盜壘成功率（.952）領先大聯盟。773次守備機會僅出現6次失誤，守備率高達.992，在美聯所有二壘手中排名第二，排名第一的是奧克蘭運動家的馬克·艾利斯（Mark Ellis）（.993），但他比佩德羅亞幾乎少了200次守備機會。佩德羅亞不僅了獲得了2008年金手套獎，更獲得美國聯盟MVP。
和去年季後賽同樣的情況，佩德羅亞在美聯分區賽剛開始的3場比賽中沒有出現一支安打，唯一的一支安打出現在第四場的第五局，他的二壘安打把隊長傑森·瓦瑞泰克送回本壘。佩德羅亞四場比賽都是打第二棒。
在美聯冠軍賽中，面對坦帕灣光芒的年輕投手群，佩德羅亞發揮相當的出色，3成46的打擊率，並且打出了3支全壘打。但遺憾的是沒能幫助紅襪連續兩年殺入世界大賽。

#### 2009年-2013年
2008年12月3日，佩德羅亞和紅襪簽署了一個為期6年的合同價值40.5百萬美元，包含2015年價值11百萬美元的球隊選擇權。15日，佩德羅亞宣佈，他將代表美國隊參加2009年世界棒球經典賽。他在4月3日對上紐約大都會擊出內野穿越邊線球，成功上至二壘，也是他在花旗球場第一支安打，且他在2009年賽季第一個打席即是全壘打。
佩德羅亞被選為2009 AL全明星隊的先發二壘手。在比賽前一個週末，佩德羅亞宣布退出明星隊，因為他需要照顧出現嚴重妊娠併發症的妻子Kelli與他們剛出生的的第一個孩子，他也同樣因此缺席了一個明星賽前的比賽。
佩德羅亞在2009年9月9日的比賽對巴爾的摩金鶯擊出了第一次的單場兩支全壘打。繼2008年跑回聯盟最高分118分後，2009年佩德羅亞又跑回美國聯盟最多的115分（全大聯盟紀錄則是亞伯特·普荷斯跑回的124分），並且擊出了大聯盟第三多的二壘安打。
2010年6月24日比賽中對科羅拉多洛磯隊，佩德羅亞完成了5打席5安打5打點，並有三支全壘打，在第十局打出第三支全壘打帶領紅襪隊以13-11贏得比賽。第二天，佩德羅亞在與舊金山巨人隊的比賽上提早退場。第二天MRI檢測發現發現他的腳骨斷了，後來被放置在15天傷兵名單。2010年7月4日，佩德羅亞被選為美國聯盟全明星隊的替補球員，但由於受傷沒有參加，前亞利桑那州立大學的隊友伊恩·金斯勒頂替他參加明星賽。Pedroia於8月17日對上洛杉磯安那罕天使回到比賽，只打了2場比賽後，又被放回觀察名單。
2011年6月29日至7月28日，佩德羅亞有25場比賽連續安打，是連續安打最長的波士頓紅襪二壘手。他也在該年贏得了菲爾丁聖經獎和MLB最佳守備二壘手。
2012年5月28日，佩德羅亞因右手拇指受傷，休息6場比賽，但在7月3日又傷了同一隻手指，並在7月6日被放入15天傷兵名單。9月26日在芬威球場對上坦帕灣光芒時，佩德羅亞完成了生涯第一百次盜壘成功的紀錄。9月30日，佩德羅亞傷了他的左手無名指，但因為傷勢不嚴重，他決定帶傷上陣，照常出賽在洋基球場的系列賽。
2013年，7月23日，Pedroia和紅襪簽署價值1.1億美元的8年延長合約。其合約的談判是由ACES公司的Levinson兄弟Sam及Seth做為代表。 （页面存档备份，存于）
2013年球季，佩德羅亞不僅從去年的傷勢中恢復，還成為紅襪隊該年唯一一個在常規賽中出賽150場的球員，若加上季後賽，他總計為紅襪出賽了160場比賽。高出賽率並沒有影響他的防守表現，佩德羅亞拿下了個人第三座美聯金手套獎、第二座菲爾丁聖經獎以及剛設立第二年的威爾遜年度最佳防守球員獎，紅襪隊也贏下了該年的世界大賽冠軍。

#### 2014年-2020年
2014年5月，佩德羅亞達成了生涯第100支全壘打與第300次雙殺的紀錄。他在明星賽之前指打出了4支全壘打，打擊率也掉到聯盟平均數值以下。雖然打擊陷入低潮，但是佩德羅亞仍保持了相當高的出賽率，且由於守備方面的優秀表現，他蟬聯了美聯金手套獎以及菲爾丁聖經獎。這是佩德羅亞的第四座金手套獎，他也成為波士頓紅襪隊史上第一位獲得四座金手套獎的內野手。
2015年6月25日，佩德羅亞因為右腳筋拉傷，被紅襪隊放進15天傷兵名單。
2016年球季，佩德羅亞的打擊手感明顯回溫，在8月締造了連續11個打席皆打出安打的紀錄，距離聯盟紀錄的連續12個打席安打僅有1個打席之差。佩德羅亞並再次獲得了菲爾丁聖經獎以及改制後的二壘手威爾遜年度最佳防守球員獎。10月13日，佩德羅亞接受了左膝半月板手術。
2017年4月22日，佩德羅亞因金鶯隊曼尼·馬查多為阻止雙殺的惡意滑壘而傷到剛動過手術的左腳，被列入10天傷兵名單，此一傷勢造成日後佩德羅亞退役；8月1日，因為左膝持續痠痛，佩德羅亞再次被列入10天傷兵名單；8月12日，仍然是因為左膝問題，佩德羅亞第三次被列入10天傷兵名單。該年佩德羅亞僅出賽105場，僅敲出7支全壘打、62分打點，打擊率0.293。10月25日，佩德羅亞接受了左膝軟骨修復手術，意味著他將錯過2018年的春訓與開季部分球賽。
2018年5月4日，佩德羅亞在紅襪隊下屬三A級別球隊波塔基特紅襪開始進行恢復性的比賽，但是只打了三場就因左膝發炎，再次被列入傷兵名單。8月4日，佩德羅亞被改列60天傷兵名單。9月7日，紅襪隊宣布佩德羅亞將缺席所有剩餘比賽。
2019年3月7日，佩德羅亞現身紅襪隊春訓基地，短暫上場打了兩局，這是他自2018年5月以來第一次參加正規比賽。4月4日，佩德羅亞被送往紅襪隊下屬一A級別球隊格林維爾駕駛展開康復訓練，並打了三場比賽。4月9日，佩德羅亞參加了紅襪隊的主場開幕戰，在打了六場比賽後，佩德羅亞於4月18日再次因為左膝發炎而被列入傷兵名單。5月2日，佩德羅亞回到波塔基特紅襪進行康復訓練，但是左膝問題仍然沒有解決。5月17日，佩德羅亞在波塔基特紅襪參加了一場比賽，但原定於24日參加的第二場比賽因為左膝痠痛加重而取消。5月27日，佩德羅亞宣布他將需要一些時間評估自己的未來，紅襪隊在同一天將其移入60天傷兵名單。8月6日，佩德羅亞接受了左膝關節的手術評估。
2020年1月21日，波士頓環球報指佩德羅亞的左膝手術評估遭遇了「重大挫折」，2月23日，紅襪隊將其列入60天傷兵名單。因為傷勢問題，佩德羅亞錯過了縮短的2020年球季

### 退役
自2017年起，佩德羅亞就始終受到左膝傷勢困擾，也因此錯過了大半個2019年賽季與縮短的2020年賽季。2019年5月27日，當他再次宣布因為左膝傷勢確定錯過大半賽季，被問到是否還要繼續打球時，他只回答了「不確定」。
2021年2月1日，佩德羅亞在個人社群媒體的直播中宣布，因為左膝傷勢已嚴重到無法治療，醫生評估只能接受半膝人工關節置換手術，手術可以讓他恢復正常生活，但是他將不可能再進行劇烈運動，因此他決定結束十七年的大聯盟生涯，宣布退役。紅襪隊老闆約翰·亨利隨後發出聲明，盛讚了佩德羅亞在比賽中展現的「勇氣、激情和競爭精神」，稱他為紅襪隊樹立了一個重要的榜樣，並感謝他十七年來的付出。
佩德羅亞向來以優秀的領導能力著稱，許多紅襪球迷將其視為自傑森·瓦瑞泰克退役後，紅襪隊的非官方隊長。許多人相信他有能力擔任大聯盟球隊經理，紅襪隊總裁山姆·甘迺迪也表示隨時歡迎他加入球團，但是佩德羅亞表示因為孩子仍然年幼，短期內不考慮出任球團行政職。

## 爭議
在波士頓接受記者採訪時，佩德羅亞批評他的家鄉加利福尼亞州Woodland，以“垃圾”稱呼。這產生的後續反彈，包含他家鄉的不滿和他的家人收到了死亡威脅。佩德羅亞後來澄清了他的意見，他說他只是在開玩笑，他的敘述被斷章取義。

## 職棒生涯成績
打擊
| 年度     | 球隊       | 出賽 | 打數  | 得分 | 安打  | 二壘打 | 三壘打 | 全壘打 | 打點 | 盜壘 | 四壞 | 三振 | 打擊率 | 上壘率 | 長打率 |
| 2006     | 波士頓紅襪 | 31   | 89    | 5    | 17    | 4      | 0      | 2      | 7    | 0    | 7    | 7    | .191   | .258   | .303   |
| 2007     | 波士頓紅襪 | 139  | 520   | 86   | 165   | 39     | 1      | 8      | 50   | 7    | 47   | 42   | .317   | .380   | .442   |
| 2008     | 波士頓紅襪 | 157  | 653   | 118  | 213   | 54     | 2      | 17     | 83   | 20   | 50   | 52   | .326   | .376   | .493   |
| 2009     | 波士頓紅襪 | 154  | 626   | 115  | 185   | 48     | 1      | 15     | 72   | 20   | 74   | 45   | .296   | .371   | .447   |
| 2010     | 波士頓紅襪 | 75   | 302   | 53   | 87    | 24     | 1      | 12     | 41   | 9    | 37   | 38   | .288   | .367   | .493   |
| 2011     | 波士頓紅襪 | 159  | 635   | 102  | 195   | 37     | 3      | 21     | 91   | 26   | 86   | 85   | .307   | .387   | .474   |
| 2012     | 波士頓紅襪 | 141  | 563   | 81   | 163   | 39     | 3      | 15     | 65   | 20   | 48   | 60   | .290   | .347   | .449   |
| 2013     | 波士頓紅襪 | 14   | 54    | 9    | 17    | 2      | 0      | 0      | 5    | 1    | 9    | 14   | .315   | .413   | .352   |
| 生涯合計 | 8 年       | 870  | 3,442 | 569  | 1,042 | 247    | 11     | 90     | 414  | 103  | 358  | 343  | .303   | .370   | .459   |

## 榮譽
- 2003年 Pac-10年度最佳球員
- 2003年 Pac-10終身球員獎
- 2003年 NCAA年度最佳防守球員
- 2004年 金槍獎入圍名單
- 2004年 美國棒球雜志（Baseball America）第一隊以及今日美國全美第一隊
- 2005年4月 波士頓紅襪小聯盟月最佳跑壘員
- 2005年6月 波士頓紅襪小聯盟Quality Plate Appearances獎
- 2005年 東方聯盟季後賽全明星
- 2005年 波士頓紅襪小聯盟年度最佳進攻球員
- 2007年 美聯5月最佳新秀
- 2007年 美聯周最佳球員（5月28日-6月3日）
- 2007年 球員評選的美聯最佳新秀
- 2007年 世界冠軍（波士頓紅襪隊）
- 2007年 美聯最佳新秀
- 2008年 第一次參加明星賽(先發二壘手)
- 2008年 美國聯盟金手套
- 2008年 美聯銀棒獎
- 2008年 美國聯盟最有價值球員獎
- 2009年 為MLB 09 The Show遊戲的封面人物
- 2009年 美國聯賽全明星先發
- 2010年 美國聯賽全明星替補
- 2011年 菲爾丁聖經獎
- 2011年 美國聯盟金手套
- 2013年 美國聯盟全明星替補
- 2013年 美國聯盟金手套

## 私人生活
佩德羅亞於2006年11月11日和Kelli Hatley結婚。Hatley2005年畢業於亞利桑那州立大學，她也是黑色素瘤的幸存者。2009年8月18日，長子Dylan出生。2012年9月13日次子Cole出生。
佩德羅亞是大聯盟中少數美籍葡萄牙裔的巨星，其他球員有謝恩·維克托里諾和馬克·塔克薛拉。他還是底特律雄獅線衛教練菲爾·斯諾（Phil Snow）的侄子，以及NBA沙加緬度國王和NFL舊金山49人的粉絲
佩德羅亞在2009年1月9日被選為MLB 09: The Show封面人物。

## 附註
1. ↑  . 美聯社. 2016-08-01  [2017-07-05]. （原始内容存档于2022-01-09）.
2. 1 2 3  .   [2008-11-07]. （原始内容存档于2016-03-04）.
3. ↑  . MLB.com.   [2009-09-13]. （原始内容存档于2017-10-28）.
4. ↑  . boston.com.   [2008-07-26]. （原始内容存档于2008-07-26）.
5. ↑  . MLB.com.   [2008-07-26]. （原始内容存档于2008-05-11）.
6. ↑  Bradford, Rob. . bostonherald.com.   [2007-11-10]. （原始内容存档于2008-04-23）.
7. ↑  . boston.com.   [2008-07-26]. （原始内容存档于2015-09-18）.
8. ↑  ,   [2021-06-26], （原始内容存档于2022-01-29） （中文（中国大陆））
9. ↑  Benbow, Julian. . BostonGlobe.com. May 27, 2019  [May 27, 2019]. （原始内容存档于2021-03-12）.
10. 1 2  . ESPN.com. February 1, 2021  [February 1, 2021]. （原始内容存档于2021-02-21）.
11. ↑  .   [2008-11-07]. （原始内容存档于2008-10-23）.

## 外部鏈接
- 球員資訊和成績在MLB，ESPN，Baseball-Reference，Fangraphs，The Baseball Cube（英文）
- Baseball Reference 小聯盟數據
- Minor League Splits and Situational Stats （页面存档备份，存于）

| 奖项与成就               | 奖项与成就                                 | 奖项与成就             |
| ------------------------ | ------------------------------------------ | ---------------------- |
| 前任： 賈斯丁·韋蘭德     | 美國聯盟年度最佳新人獎 2007年              | 繼任： 埃文·朗歌利亞   |
| 前任： 賈斯丁·韋蘭德     | 體育新聞雜志美國聯盟年度最佳新人獎 2007年  | 繼任： 埃文·朗歌利亞   |
| 前任： 賈斯丁·韋蘭德     | 球員評選美聯年度最傑出新秀 2007年          | 繼任： 埃文·朗歌利亞   |
| 前任： 鈴木一朗          | 大聯盟年度安打王 2008年 和鈴木一朗共同獲得 | 繼任： 鈴木一朗        |
| 前任： 艾力士·羅德里奎茲 | 美國聯盟得分王 2008年－2009年              | 繼任： 暫無            |
| 前任： 馬吉里歐·歐多尼茲 | 大聯盟二壘安打王 2008年                    | 繼任： 布萊恩·羅伯茨   |
| 前任： 普拉西多·波蘭柯   | 美國聯盟二壘手金手套獎 2008年              | 繼任： 普拉西多·波蘭柯 |
| 前任： 艾力士·羅德里奎茲 | 美國聯盟最有價值球員獎 2008年              | 繼任： 喬·莫爾         |